# Idalus ortus
Idalus ortus är en fjärilsart som beskrevs av William Schaus 1892. Idalus ortus ingår i släktet Idalus och familjen björnspinnare. Inga underarter finns listade i Catalogue of Life.